# Zavzetje USS Hancock
Ameriško fregato USS Hancock je britanska kraljeva vojna mornarica ujela v pomorski bitki leta 1777 med ameriško revolucionarno vojno. Dva najvišje rangirana mornariška častnika vojne sta se spopadla ob obali Nove Škotske. HMS Rainbow (44 topov) pod poveljstvom britanskega admirala George Colliera je ujela USS Hancock (34 topov) pod poveljstvom kapitana John Manleya.

## Ozadje
Med ameriško revolucionarno vojno so Američani redno napadali Novo Škotsko po kopnem in morju. Ameriški zasebniki so opustošili pomorsko gospodarstvo z napadi na številne obalne skupnosti, na primer številni napadi na Liverpool in na Annapolis Royal.
7. junija sta se USS Hancock in USS Boston spopadli s 28-topovsko fregato HMS Fox kraljeve mornarice, ki je poskušala prehiteti svoje ameriške sovražnike. Hancock je zasledoval in kmalu premagal Fox, ki je v dvoboju izgubil glavni jambor in utrpel druge hude poškodbe. Približno uro kasneje se je v boj vključil še Boston in prisilil Fox, da je spustil zastavo.
Hancock je naslednjih nekaj dni popravljal svoj plen in nato nadaljeval s križarjenjem vzdolž obale Nove Anglije. Vzhodno od Cape Sable v Novi Škotski je za seboj vzel britanski premogovni slup, ki ga je vlekel do naslednjega jutra, ko je bližanje britanske eskadrilje spodbudilo Manleyja, da je premogovno ladjo zažgal in jo zapustil.

## Bitka
8. julija je bil Manley na Hancocku v spremstvu Bostona in Foxa, ko so prispeli v ustje pristanišča Halifax. Collins je bil na ladji HMS Rainbow (44 topov) v spremstvu fregate HMS Flora (32 topov) in brigate HMS Victor (18 topov) in so zasledovale ameriške ladje. Ameriške ladje so se razkropile.
Ladja »Boston« pod poveljstvom kapitana McNeila je zlahka pobegnila. Ko se je McNeil vrnil v Boston, so ga zaradi zapuščanja Manleyja obsodili na vojaško sodišče in ga odpustili iz mornarice. »Flora« je po vročem boju ponovno ujela ladjo »Fox« in jo pripeljala v Halifax.
Ladji »Rainbow« in »Victor« sta zasledovala ladjo »Hancock«. Zgodaj zjutraj 9. julija 1777 so bili Britanci na dosegu roke ladje »Hancock«. Rainbow je začela loviti z lovskimi puškami in sledila je z vrsto bočnih napadov. Hancock je bila tako po približno 39 urah zasledovanja končno prisiljena spustiti zastavo. Na krovu je imela 239 mož posadke, od tega 50 na ladji Fox. Na krovu je imela tudi kapitana Fotheringhama z ladje Fox in 40 njegovih ljudi. Ostali so bili na ladji Boston in nekaj ribiških plovilih. Collins je ameriška plovila odpeljal nazaj v Halifax. Britanci so ameriško plovilo preimenovali v Iris. Manley in njegova posadka so bili več mesecev zaprti in nato izpuščeni nazaj v Boston.

## Posledice
Ameriški zasebniki so do konca vojne predstavljali grožnjo novoškotskim pristaniščem. Na primer, po neuspelem poskusu napada na Chester, Nova Škotska so ameriški zasebniki ponovno napadli v napadu na Lunenburg leta 1782.

## Nadalnje branje
- Naval History – American Revolution, pp.212–214